# Astegopteryx xinglongensis
Astegopteryx xinglongensis är en insektsart. Astegopteryx xinglongensis ingår i släktet Astegopteryx och familjen långrörsbladlöss. Inga underarter finns listade i Catalogue of Life.